# Bernhard Wolff
Bernhard Wolff (Berlim, 3 de março de 1811 — Berlim, 11 de maio de 1879) foi um jornalista e editor alemão, de família judia. Editou o jornal Vossische Zeitung, fundou o National-Zeitung (1848-1938) e a agência de notícias Wolffs Telegraphisches Bureau (1849-1934), uma das primeiras agências de notícias no Mundo e uma das maiores até a Segunda Guerra Mundial. Teve ligações com Reuter (Paul Reuter) e Havas (Charles-Louis Havas).

## Biografia
Nascido como segundo filho de um banqueiro judeu, Wolff morou e morreu em Berlim, capital da Prússia e depois da Alemanha. Começou a estudar medicina em Berlín e Halle. Em 1825, fundou uma livraria em Berlim, onde vendia panfletos liberais (o que era proibido na época). Mais tarde, Wolff se tornou diretor de redação do renomado jornal Vossische Zeitung. No ano revolucionário de 1848, fundou outro jornal, o National-Zeitung, que adquiriu em 1850 e funcionou até sua morte.
Em 27 de novembro de 1849, Wolff fundou a Telgraphische Correspondenz-Bureau, depois também conhecida pelo seu próprio nome, Agência Wolff. Esta foi a primeira agencia de noticias alemã e uma das primeiras do mundo (junto à Havas, a Associated Press, a KKTK e a Reuters). A empresa abriu capital na bolsa alemã e tornou-se uma sociedade anônima em 1864. Depois, o nome foi mudado para Escritório Telegráfico de Wolff. Em 1870, Wolff chegou a um acordo de cartel mundial com a Reuters e a Havas, em que dividiram o mundo em zonas de atuação exclusiva para cada agência e se comprometeram a não interferir no mercado interno das demais.
Bernhard Wolff morreu em 11 de maio de 1879. Seu túmulo está preservado no cemitério judaico de Schönhauser Allee, no bairro de Prenzlauer Berg, em Berlim.